# 默特普拉森峰
72°47′S 3°9′W / 72.783°S 3.150°W
默特普拉森峰是南極洲的山峰，位於東部南極洲的毛德皇后地，屬於博格地塊的一部分，由挪威的製圖師根據測量和空中照片繪入地圖。